# Équipe de Madère de football
Maillots
L'équipe de Madère de football est une sélection des meilleurs joueurs de l'île de Madère, organisée par l'Association de Football de Madère, qui est membre de la Fédération portugaise de football. La sélection de Madère participe à des compétitions au Portugal ainsi qu'en Europe. Ses matches sont placés sous l'égide de l'Association de Football de Madère et de la Fédération portugaise de football.

## Palmarès
- Tournoi des Régions insulaires du Portugal 1998 : Finaliste
- JFA International Football Tournament 2008 : Vainqueur

## Histoire
Le 23 novembre 1953, la sélection de Madère participe à match amical face à la sélection d'Afrique du Sud, la rencontre est remportée par l'Afrique du Sud sur un résultat de 4 à 3.
Le 23 mai 1998, l'équipe de Madère participe au Tournoi des Régions insulaires du Portugal face à Açores, Madère perd la rencontre 2 à 1.
Au début du mois de novembre 2008, la sélection de Madère est invité à Jersey afin de participer à la JFA International Football Tournament, elle y rencontrera la sélection de Jersey et de Gibraltar,. La délégation de Guernesey Football Association faisait partie des spectateurs présent au tournoi de Jersey pour y voir Madère, Jersey et Gibraltar.
Le 7 novembre 2008, Madère jouera le premier match d'ouverture face à Gibraltar et le 9 novembre le dernier match qui clôtura le tournoi face à Jersey.
Le 7 novembre 2008, Madère affronte est remporte sa rencontre contre la sélection de Gibraltar sur un résultat de 2 à 0, Mario Fernanadez est l'auteur des deux buts.
Le 9 novembre 2008, Madère remporte son dernier match face à Jersey sur un résultat de 2 à 0, Mario Teixiera a ouvert le score après huit minutes de jeu, est Luis Aurelio inscrit le dernier but à la soixante-dixième minutes de jeu. Madère remporte le tournoi de Jersey. Jersey termine deuxième et Gibraltar troisième de la compétition.